# 卡瓦塞斯
卡瓦塞斯，是西班牙加泰罗尼亚塔拉戈纳省的一个市镇。总面积31平方公里，总人口343人（2001年），人口密度11人/平方公里。